# Stefania Borowik
Stefania Borowik (ur. 31 sierpnia 1919, zm.?) – polska „Sprawiedliwa wśród Narodów Świata”.

## Życiorys
Stefania Borowik, mieszkanka Lwowa (dystrykt Galicja), w trakcie II wojny światowej zaangażowała się w pomoc Żydom. W 1942 r., tuż przed likwidacją getta we Lwowie, przyszła do domu Czesławy Lipnik – swojej koleżanki ze szkolnych lat – aby ostrzec ją przed zbliżającym się zagrożeniem. Lipnik była Żydówką i groziło jej niebezpieczeństwo ze strony Niemców. Borowik przygarnęła ją pod swój dach, udzielając tymczasowego schronienia. Z czasem przeniosła się do Warszawy. Stefania Borowik zaopatrzyła ją w pieniądze, ubrania, sfałszowaną metrykę urodzenia i bilet kolejowy. Dzięki temu przetrwała wojnę.
13 października 1988 r. Instytut Jad Waszem uhonorował Stefanię Borowik medalem „Sprawiedliwy wśród Narodów Świata”.